# Niger na Mistrzostwach Świata w Lekkoatletyce 2017
Niger na Mistrzostwach Świata w Lekkoatletyce 2017 – reprezentacja Nigru podczas Mistrzostw Świata w Lekkoatletyce 2017 rozgrywanych w Londynie liczyć miała 1 zawodnika, który ostatecznie nie wziął udziału w zawodach.

## Skład reprezentacji
| Konkurencja   | Zawodnik         | Eliminacje | Eliminacje | Półfinał | Półfinał | Finał    | Finał   |
| Konkurencja   | Zawodnik         | Rezultat   | Pozycja    | Rezultat | Pozycja  | Rezultat | Pozycja |
| ------------- | ---------------- | ---------- | ---------- | -------- | -------- | -------- | ------- |
| bieg na 800 m | Moussa Zaroumeye | DNS        | DNS        | NQ       | NQ       | NQ       | NQ      |